# بندتا پیلاتو

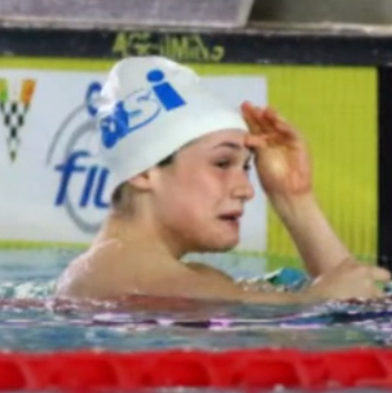
بِنِدِتا پیلاتو در سال ۲۰۱۹

بِنِدِتا پیلاتو (به ایتالیایی: Benedetta Pilato) (زادهٔ ۲۸ ژانویهٔ ۲۰۰۵) شناگر اهل ایتالیا است. تخصص او شنای قورباغه است و تاکنون در این رشته بارها در رقابت‌های بین‌المللی قهرمان مسافت‌های گوناگون شده‌است.
پیلاتو نخستین مدال جهانیِ خود را در ۱۴ سالگی و در مسابقات جهانی ورزش‌های آبی در ژوئیهٔ ۲۰۱۹ در گوانگ‌ژو به‌دست آورد. او در مادهٔ ۵۰ متر قورباغه در استخر مسافت بلند، به مدال نقره دست یافت.